# Ommatoiulus sabulosus
Ommatoiulus sabulosus (лат.) — вид кивсяков из семейства Julidae.
Тело гладкое, длиной до 58 мм, бурого или чёрного цвета с жёлтыми продольными линиями. Имеет 107 пар ног. Вид широко распространён в Центральной Европе.